# Harry Clarke (Fußballspieler, 2001)
Harrison Thomas „Harry“ Clarke (* 2. März 2001 in Ipswich) ist ein englischer Fußballspieler, der bei Ipswich Town unter Vertrag steht.

## Karriere

### Verein
Harry Clarke begann seine Karriere in seiner Geburtsstadt bei Ipswich Town. Im Jahr 2015 kam Clarke zum FC Arsenal nach London, bei dem er vom Mittelfeldspieler zum Verteidiger umgeschult wurde. Im August 2018 erhielt er seinen ersten Profivertrag bei den „Gunners“, der im Dezember 2019 verlängert wurde. Der 18-Jährige spielte zuvor in einer Schlüsselrolle, als die U18 in der vorherigen Saison die Premier League South gewann. Ab der Saison 2019/20 spielte er für die U23.
Im Oktober 2020 wechselte Clarke auf Leihbasis bis Januar 2021 zu Oldham Athletic. Für den Viertligisten debütierte er am 20. Oktober 2020 gegen Carlisle United als Einwechselspieler. Am 3. November erzielte er bei einem 2:1-Sieg gegen Cheltenham Town in der Liga sein erstes Pflichtspieltor als Profi. Im Januar 2021 wurde die Leihe für den Rest der Saison 2020/21 verlängert.
Ab August 2021 wurde Clarke für die Saison 2021/22 an Ross County aus der Scottish Premiership verliehen. Nach starken Leistungen bei Ross County beendete sein Stammverein aus London die Leihe am 3. Januar 2022 vorzeitig. Drei Tage später wurde Clarke bis zum Ende der folgenden Saison 2022/23 an Hibernian Edinburgh weiterverliehen. Nach dem vorzeitigen Ende der Ausleihe verlieh Arsenal Harry Clarke im Juni 2022 an den englischen Zweitligisten Stoke City.
Mitte Januar 2023 wurde auch diese Leihe vorzeitig beendet. Clarke hatte 18 von 27 möglichen Ligaspielen für Stoke bestritten, in denen er zwei Tore schoss, und je ein Spiel im Pokal und Ligapokal. Er kehrte dann zu seinem ersten Verein, Ipswich Town in die EFL League One, der dritthöchsten englischen Liga, zurück, wo er einen Vertrag mit einer Laufzeit bis zum Ende der Saison 2025/26 unterschrieb.  Dabei besteht für den Verein die Option der Verlängerung um ein weiteres Jahr. In seiner ersten Saison wurde er in allen 20 möglichen Ligaspielen eingesetzt. Die Saison endete mit dem Aufstieg des Vereins in die EFL Championship.
In der nächsten Saison waren es 35 von 46 möglichen Ligaspielen, in denen er ein Tor schoss, sowie ein Pokalspiel und drei Spiele im Ligapokal. Erneut stieg Ipswich auf, diesmal in die Premier League.

### Nationalmannschaft
Harry Clarke absolvierte im Jahr 2017 zwei Länderspiele für die englische U17-Nationalmannschaft gegen Schottland und Italien.